# Cyberpunk 2077
Cyberpunk 2077 er et computerrollespil udviklet af CD Projekt RED og udgivet af CD Projekt. Det blev udgivet på Microsoft Windows, Stadia, PlayStation 4, og Xbox One, den 10. december 2020. Og ligeledes til PlayStation 5 og Xbox Series X/S. Det blev annonceret på CD PROJEKT REDs officielle hjemmeside, at spillets lancering blev udskudt et halvt år, grundet uforudsete forhindringer og endelige finpudsninger. Ydermere bliver multi-player funktionaliteten først færdig efter spillets lancering. Spillet er baseret på Cyberpunk 2020, et rollespil lavet af Mike Pondsmith i 1990, og foregår i samme verden, men 57 år senere.
Ved udgivelsen blev det rost for blandt andet sin grafik, men modsat også kritiseret for sine bugs, især konsol-versionen, der midlertidigt blev trukket fra PlayStation Store.

## Gameplay
Spillet spilles i first person. Som spiller styrer man V, hovedpersonen af spillet, som enten kan være en mand, kvinde eller ikke-binær, alt efter hvad man ønsker. Det foregår i en open world i den selvstyrende storby kaldet Night City, der ligger ved grænsen mellem Syd- og Nordcalifornien i det fremtidige New United States. Byens indbyggerne taler, ud over engelsk, bl.a. japansk som løbende bliver oversat til en engelsk taleboble. Spillere kan købe implantater, som alt efter prisgruppe og kvalitet giver bedre egenskaber. "Braindance", en digital optager, som streamer direkte ind i hjernen, tillader rollepersonen at opleve en anden persons hjerneprocesser og muskelbevægelser, som om de var deres egne.
Indtil videre kan spillet spilles singleplayer, men CD Projekt Red har ikke udelukket muligheden for at der kommer DLC der gør det muligt at spille multiplayer. 

## Historie
Der kendes ikke meget til historien i spillet endnu, men Keanu Reeves spiller en af hovedpersonerne hovedkarakterer. I et interview nævner en spiludvikler at Keanu Reeves stort set er ligeså vigtig for historien som man selv er.

## Udvikling
Spillet er baseret på cyberpunk-rollespillet Cyberpunk 2020, CD Projekt RED har dedikeret et team, som er større end ved udviklerens forrige titel The Witcher 3: Wild Hunt. CD Projekt RED startede opgraderingen af REDengine 3-spilmotoren til spillet, omkring da The Witcher 3: Wild Hunt blev udgivet. Marcin Przybyłowicz er blevet valgt til at komponere musikken.